# Preacher
Preacher («predicador») és una sèrie de còmic sobre el personatge homònim, creada pel guionista Garth Ennis i el dibuixant Steve Dillon amb dibuix de cobertes per part de Glenn Fabry, i publicada en la línia Vertigo (DC Comics) entre els anys 1995 i 2000.
La sèrie està composta per setanta-cinc números en total: seixanta-sis números regulars, una sèrie limitada especial de quatre edicions sobre l'antagonista Saint of Killers («Sant dels Assassins») i cinc números especials dedicats als personatges secundaris Cassidy, Arseface, Herr Starr, Jody i TC i Tulip i Jesse en la seva joventut. S'ha recopilat en nou volums. L'últim número de la sèrie regular es va publicar al juliol de l'any 2000 als Estats Units d'Amèrica.